# Semljicola
Semljicola és un gènere d'aranyes araneomorfes de la subfamília dels erigonins, dins de la família Linyphiidae. Es poden trobar a la zona holàrtica.
El gènere Semljicola és sinònim dels gèneres Eboria Falconer, 1910 i Latithorax Holm, 1943
Fou descrit per primera vegada per Embrik Strand l'any 1906.

## Llista d'espècies
Segons The World Spider Catalog 12.0:
- Semljicola alticola (Holm, 1950) – Escandinàvia, Rússia (Europa, Sibèria)
- Semljicola angulatus (Holm, 1963) – Escandinàvia, Rússia (Sakhalin), Mongòlia
- Semljicola arcticus (Eskov, 1989) – Rússia (Europa, Sibèria)
- Semljicola barbiger (L. Koch, 1879) (Espècie tipus) – Escandinàvia, Rússia (Europa, Sibèria), Kazakhstan
- Semljicola beringianus (Eskov, 1989) – Rússia
- Semljicola caliginosus (Falconer, 1910) – Escòcia, Noruega, nord de Rússia
- Semljicola convexus (Holm, 1963) – Rússia, USA (Alaska), Canadà
- Semljicola faustus (O. Pickard-Cambridge, 1901) – Europa, Xina
- Semljicola lapponicus (Holm, 1939) – Escandinàvia, Rússia, USA (Alaska)
- Semljicola latus (Holm, 1939) – Escandinàvia, Rússia, Mongòlia
- Semljicola obtusus (Emerton, 1915) – USA, Canadà, Groenlàndia
- Semljicola qixiensis (Gao, Zhu & Fei, 1993) – China
- Semljicola simplex (Kulczyński, 1908) – Rússia (Europa, Sibèria)
- Semljicola thaleri (Eskov, 1981) – Rússia, Kazakhstan